# Paderbornisches Intelligenzblatt
Das Paderbornische Intelligenzblatt (vergleiche engl.: intelligence, Nachricht) war ein amtliches Mitteilungsblatt, das 1772 im Hochstift Paderborn erstmals erschien und bis 1849 fortbestand.

## Geschichte

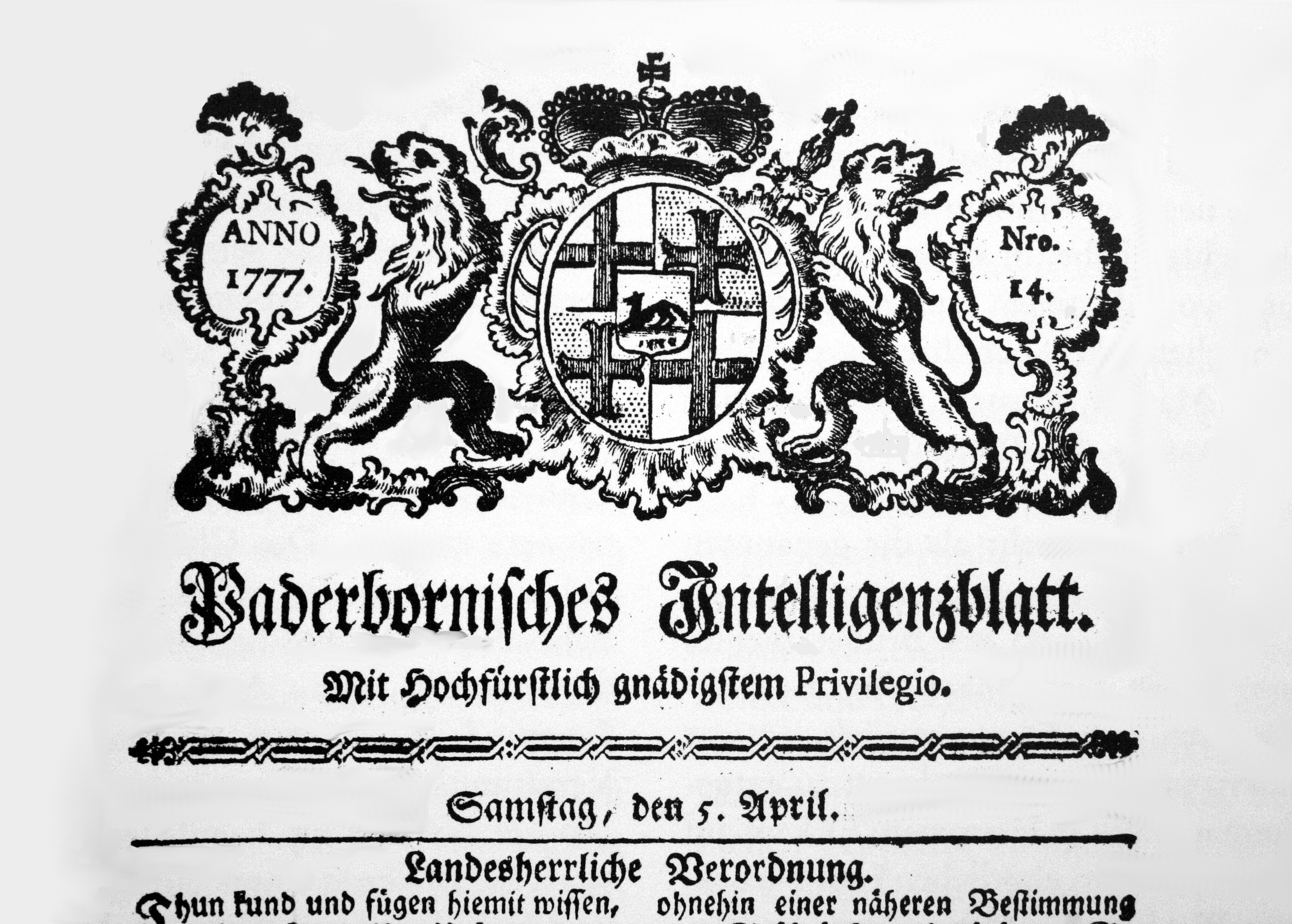
Die erste Seite der 14. Ausgabe das Jahrgangs 1777 des Paderbornischen Intelligenzblattes, 1772 von Wilhelm Anton erstmals publiziert.

Vor allem nach dem Siebenjährigen Krieg erschienen in den größeren niederrheinisch-westfälischen Territorien Intelligenzblätter. Im Hochstift Paderborn ließ Fürstbischof Wilhelm Anton von der Asseburg erst in seinem neunten Amtsjahr (1772) ein Intelligenzblatt veröffentlichen. Damit stand das Fürstentum selbst dem benachbarten katholischen Herzogtum Westfalen nach, das schon 1766 das Arnsbergische Intelligenzblatt publizierte.
Verlag war Junfermann in Paderborn.
Das Blatt wechselte je nach Herrschaft Namen und Erscheinungsbild:
- Hochstift Paderborn
  - 1774: „Paderbornisches Intelligenzblatt: Mit Hochfürstlichen gnädigsten Privilegio“[1]
- Königreich Preußen
  - 1802, Nr. 32: „Paderbornisches Intelligenzblatt“[2]
  - 1802, Nr. 33: „Paderbornisches Intelligenzblatt: Mit Königlich Preußischer allergnädigster Freyheit“[3]
  - 1804, Nr. 1 (April): „Paderbörnisches Intelligenzblatt“
  - 1805, Nr. 1: „Paderbörnisches Intelligenzblatt. Intelligenz-Comtoir auf dem Ickenberge in der Curie des Hrn. Bsict. Kösters“
- Königreich Westphalen
  - 1808, Nr. 1: „Paderbörnisches Intelligenzblatt. Intelligenz-Comtoir auf dem Ickenberge in der Curie des Hrn. Bsict. Kösters“
  - 1808, Nr. 34: „Paderbörnisches Intelligenzblatt. Intelligenz-Comtoir im Posthause.“
- Königreich Preußen
  - 1814, Nr. 40: „Paderbörnisches Intelligenzblatt. Intelligenz-Comtoir im Posthause.“[4]